# مكيرات
المُكَيَّرات (الاسم العلمي: Micrococcaceae) هي فصيلة بكتيرية، تتضمن جنس مكورات بكتيرية إيجابية الغرام والتي تسكن الهواء والجلد، مثل المكيرة الصفراء.